# Estadio Balaídos
Balaídos – stadion piłkarski w mieście Vigo, w Hiszpanii. Jest domowym obiektem klubu Celta Vigo. Stadion został otwarty 30 grudnia 1928. Trzykrotnie przechodził renowację, raz w celu przygotowania stadionu na mecze grupy A podczas Mistrzostw Świata w Piłce Nożnej 1982, drugi w 2004, gdy Celta Vigo grała w Lidze Mistrzów, trzeci od 2015 do 2023 roku co uczyniło z niego typowy, nowoczesny stadion piłkarski.

## Mistrzostwa Świata w Piłce Nożnej 1982
- 14 czerwca 1982

 Włochy 0:0 Polska 
- 18 czerwca 1982

 Włochy 1:1 Peru 
- 23 czerwca 1982

 Włochy 1:1 Kamerun 